# Dylan McLaughlin
Dylan McLaughlin (nascido em 2 de dezembro de 1993, em La Mesa, Califórnia) é um ator e cantor estadunidense. Ele já apareceu em um número de séries televisivas, como ER e Ossos , bem como filmes, tais como Alice Upside Down, Georgia Rule, e O pontapé & Screaming. Dylan também apareceu em iCarly como Benji.

## Filmografia
| Filme ou Programa   | Papel          | Anos        | Episódios                                        |
| ------------------- | -------------- | ----------- | ------------------------------------------------ |
| "Dragnet"           | Oliver Harmson | 2003        | The Artful Dodger                                |
| "The Division"      | Billy Wright   | 2003        | Radioactive Spider                               |
| "The Guardian"      | Evan Atkins    | 2003        | Let's Spend the Night Together                   |
| Seeing Other People | Jake           | 2004        |                                                  |
| Kicking & Screaming | Sam Weston     | 2005        |                                                  |
| Supercross          | Young Trip     | 2005        |                                                  |
| "Bones"             | Alex Morris    | 2006        | The Boy in the Shroud                            |
| Georgia Rule        | Sam            | 2007        |                                                  |
| You've Got a Friend | Bobby          | 2007        | TV Movie                                         |
| Alice Upside Down   | Patrick        | 2007        |                                                  |
| "Journeyman"        | Young Steven   | 2007        | Keepers                                          |
| "ER"                | Marcus Faneca  | 2007        | Coming Home                                      |
| "iCarly"            | Benji          | 2007 - 2009 | iRue the Day, iMake Sam Girlier, iDate a Bad Boy |